# Yoshio Kikugawa
Yoshio Kikugawa (jap. 菊川 凱夫, Kikugawa Yoshio; * 12. September 1944 in der Präfektur Shizuoka; † 2. Dezember 2022) war ein japanischer Fußballspieler und -trainer.

## Nationalmannschaft
1969 debütierte Kikugawa für die japanische Fußballnationalmannschaft. Kikugawa bestritt 16 Länderspiele.

## Errungene Titel
- Japan Soccer League: 1969, 1973
- Kaiserpokal: 1971, 1973

## Persönliche Auszeichnungen
- Japan Soccer League Best Eleven: 1969